# MORC3
MORC3‏ (MORC family CW-type zinc finger 3) هوَ بروتين يُشَفر بواسطة جين MORC3 في الإنسان.
يُشفِّر هذا الجين بروتينًا يتمركز في المصفوفة النووية. يمتلك هذا البروتين أيضًا نشاطًا لربط الحمض النووي الريبي (RNA)، وله نطاق مُتوقَّع ذو شكل حلزوني.